# Inspetor MacDonald
O inspetor Alec MacDonald é uma personagem de ficção da série de romances e contos sobre Sherlock Holmes, o detetive criado pela imaginação do escritor escocês sir Arthur Conan Doyle. Pertence ao quadro da Scotland Yard, a força policial de Londres, no Reino Unido, e aparece no romance O Vale do Terror.
Vem pedir a ajuda de Holmes para resolver o assassinato de John Douglas, rico proprietário de Birlstone, no condado de Sussex, que foi assassinado horrivelmente. Ainda não tinha adquirido reputação nacional na época em que o crime aconteceu. Era apenas um jovem detetive oficial cheio de dinamismo que já havia se distinguido em vários casos.
Sua figura alta e ossuda permitia intuir nele uma força física excepcional. O crânio desenvolvido, os olhos brilhantes e profundamente enterrados nas órbitas atestavam também a inteligência aguda que se manifestava por trás das sobrancelhas espessas. Era um rapaz taciturno, preciso, de uma austeridade natural e com forte sotaque de sua terra natal, Aberdeen, na Escócia, onde recebeu boa instrução.
Holmes o ajudou duas vezes a ser bem sucedido, não aceitando como recompensa senão o prazer intelectual de ter resolvido um pequeno problema, o que explicava o respeito e a afeição que o escocês devotava ao seu colega amador. Consultava Holmes cada vez que se encontrava em dificuldade.
Segundo o dr. Watson, cronista das aventuras do grande detetive, MacDonald dispunha de um talento profissional suficiente para não sentir nenhuma humilhação em buscar a assistência de um detetive com dons e experiência incomparáveis. Holmes não fazia amizades facilmente, mas simpatizava com o escocês da Scotland Yard. O inspetor fica surpreso que Sherlock já saiba da morte de John Douglas quando vai procurá-lo. Ouve absorto o que Holmes diz.
Sherlock faz a ele uma ampla explanação sobre o professor Moriarty, o cérebro do crime em Londres e seu inimigo número um. MacDonald responde a Holmes que na Scotland Yard acham que o grande detetive exagera um pouco em relação a esse professor. "Eu mesmo procedi a algumas investigações e tudo indica que se trata de um homem respeitável, erudito e cheio de talentos", retruca.
MacDonald interroga as principais personagens envolvidas no drama de Birlstone e, quando Holmes lhe diz que ele e o policial local White Mason estão na pista errada e perdendo seu tempo, fica furioso com o grande detetive.